# Nokia Asha

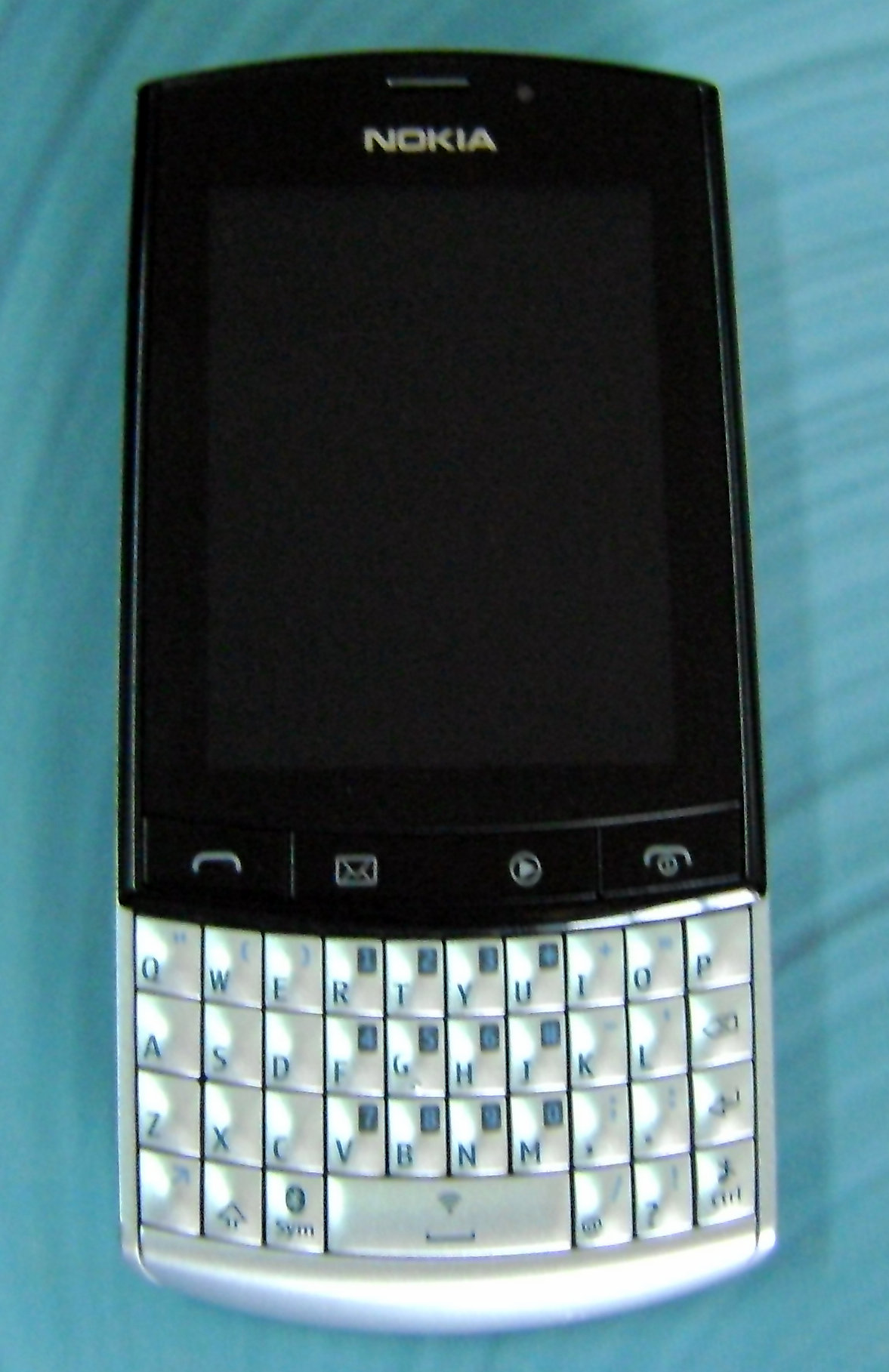
Nokia Asha 303

Nokia Asha war eine ab 2011 vertriebene Serie von Mobiltelefonen des finnischen Herstellers Nokia. Seit 2014 wurden die Mobiltelefone im Rahmen der Übernahme der Geräte- und Dienste-Sparte Nokias durch Microsoft von Microsoft Mobile hergestellt. Im Juli 2014 gab Microsoft bekannt, dass die Asha-Serie und Series 40 eingestellt werden.
Die ersten Handys der Modellreihe wurden im Oktober 2011 auf der Nokia World in London vorgestellt und laufen sämtlich mit dem hauseigenen Betriebssystem Nokia Series 40, während die zeitgleich präsentierte Lumia-Reihe mit Windows Phone betrieben wird. Die ersten Asha-Handys zeichneten sich durch die Kombination von Touchscreen und Tastatur sowie einen günstigen Preis aus.
Mit Ausnahme der Modelle 205 bis 225 wurden ab Juni 2012 alle neuen Modelle tastaturlos ausgestattet, also das Modell 230 sowie alle Modellnummern ab 305 aufwärts, wobei die Modelle 500 bis 503 in Meldungen über sie ausdrücklich auch als („preiswerte“) Smartphones bezeichnet wurden. Dazu wurde das Nokia Series 40-Betriebssystem mit einer neuen Asha-eigenen Benutzeroberfläche Nokia Asha software platform ausgestattet, die beginnend mit der Version 1.0 bis zur letzten Version 1.4 entwickelt wurde.
Apps konnten über den Nokia Store auf die Geräte geladen werden. Seit der Schließung des Nokia Store im November 2014 wird von Microsoft der Opera Mobile Store empfohlen. Der ursprüngliche Browser wurde durch Opera Mini ersetzt.

## Modelle
Die ersten Modelle waren das 200, 201, 300 und 303, die alle im Oktober 2011 vorgestellt wurden.
| Modell       | Vorstellung    | Tas- tatur | Dual SIM | Eigenschaften |
| ------------ | -------------- | ---------- | -------- | --- |
| 200          | Oktober 2011   | Qwertz     | Ja       | 2,4-Zoll-Bildschirm, UKW-Radio mit RDS, 2-MP-Kamera, microSD-Kartenslot (bis 32 GB), EDGE, 1430-mAh-Akku (austauschbar), 105 g, 115,4 mm × 61,1 mm × 14,0 mm, inkl. Headset                                                     |
| 201          | Oktober 2011   | Qwertz     | —        | Wie Modell 200, jedoch ohne Dual-SIM |
| 202          | Februar 2012   | Ziffern    | Ja       | 2,4-Zoll-Touchscreen (resistiv), UKW-Radio, 2-MP-Kamera, microSD-Kartenslot (bis 32 GB), EDGE, 1020-mAh-Akku (austauschbar), 69 g, 14,8 mm × 49,8 mm × 13,85 mm, inkl. Headset (mit Mikrophon) WH102                            |
| 203          | Februar 2012   | Ziffern    | —        | Wie Modell 202, jedoch ohne Dual-SIM |
| 205          | November 2012  | Qwertz     | —        | 2,4-Zoll-Bildschirm, UKW-Radio, 0,3-MP-Kamera, microSD-Kartenslot (bis 32 GB), EDGE, 1020-mAh-Akku (austauschbar), 94 g, 113 mm × 61 mm × 13 mm; (Kopfhörer oder Headset wahrscheinlich)                                        |
| 205 Dual SIM | November 2012  | Qwertz     | Ja       | Wie 205, jedoch mit Dual-SIM |
| 220          | April 2014     | Ziffern    | —        | 2,4-Zoll-Bildschirm, UKW-Radio, 1,92-MP-Kamera, microSD-Kartenslot (bis 32 GB), 1100-mAh-Akku (austauschbar) |
| 225          | April 2014     | Ziffern    | —        | 2,8-Zoll-Bildschirm, UKW-Radio, 2-MP-Kamera, microSD-Kartenslot (bis 32 GB), EDGE, 1200-mAh-Akku (austauschbar), 100 g, 124 mm × 55,5 mm × 10,4 mm, inkl. Headset                                                               |
| 225 Dual SIM | April 2014     | Ziffern    | Ja       | Wie 225, jedoch mit Dual-SIM |
| 230          | Februar 2014   | —          | —        | 2,8-Zoll-Touchscreen (resistiv; 240 × 320 Pixel), UKW-Radio, 1,3-MPKamera, microSD-Kartenslot (bis 32 GB), EDGE, 1020-mAh-Akku (austauschbar), 89 g, 99,5 mm × 58,6 mm × 13,2 mm; (Kopfhörer oder Headset wahrscheinlich)       |
| 300          | Oktober 2011   | Ziffern    | —        | 2,4-Zoll-Touchscreen (resistiv), UKW-Radio mit RDS, 5-MP-Kamera, microSD-Kartenslot (bis 32 GB), HSPA, 1110-mAh-Akku (austauschbar), 85 g, 112,8 mm × 49,5 mm × 12,7 mm, inkl. Headset (mit Mikrophon) WH102                    |
| 302          | Februar 2012   | Qwertz     | —        | 2,4-Zoll-Bildschirm, UKW-Radio mit RDS, 3,2-MP-Kamera, microSD-Kartenslot (bis 32 GB), HSPA, WLAN, 1430-mAh-Akku (austauschbar), 106 g, 115,2 mm × 58,9 mm × 13,5 mm, inkl. Headset                                             |
| 303          | Oktober 2011   | Qwertz     | —        | 2,6-Zoll-Touchscreen, UKW-Radio, 3,2-MP-Kamera, microSD-Kartenslot (bis 32 GB), EDGE, WLAN, 1300-mAh-Akku (austauschbar), 97 g, 116,5 mm × 55,7 mm × 13,9 mm, inkl. Headset (mit Mikrophon) WH102                               |
| 305          | Juni 2012      | —          | —        | 3-Zoll-Touchscreen (resistiv), UKW-Radio, 2-MP-Kamera, microSD-Kartenslot (bis 32 GB), EDGE, 1110-mAh-Akku (austauschbar), 98,3 g, 110,3 mm × 53,8 mm × 12,8 mm, inkl. Headset                                                  |
| 306          | Juni 2012      | —          | —        | Wie 305, jedoch ohne Dual-SIM und 96,3 g |
| 308          | September 2012 | —          | Ja       | 3-Zoll-Touchscreen (kapazitiv), UKW-Radio, 2-MP-Kamera, microSD-Kartenslot (bis 32 GB), EDGE, 1110-mAh-Akku (austauschbar), 103,69 g, 109,9 mm × 54 mm × 13 mm, inkl. Headset                                                   |
| 309          | September 2012 | —          | —        | Wie 308, jedoch ohne Dual-SIM, aber mit WLAN |
| 310          | Februar 2013   | —          | —        | 3-Zoll-Touchscreen (kapazitiv), UKW-Radio mit RDS, 2-MP-Kamera, microSD-Kartenslot (bis 32 GB), EDGE, WLAN, 1110-mAh-Akku (austauschbar), 103,69 g, 109,9 mm × 54 mm × 13 mm, inkl. Headset                                     |
| 311          | Juni 2012      | —          | —        | 3-Zoll-Touchscreen (kapazitiv), UKW-Radio, 3,1-MP-Kamera, microSD-Kartenslot (bis 32 GB), HSPA, WLAN, 1110-mAh-Akku (austauschbar), 95 g, 106 mm × 52 mm × 12,9 mm, inkl. Headset (mit Mikrophon) WH102                         |
| 500          | Oktober 2013   | —          | —        | 2,8-Zoll-Touchscreen (kapazitiv), UKW-Radio, 2-MP-Kamera mit LED-Blitz, microSD-Kartenslot (bis 32 GB), EDGE, WLAN, 1200-mAh-Akku (austauschbar), 111,4 g, 102,6 mm × 60,6 mm × 12,7 mm, inkl. Kopfhörer (ohne Mikrophon) WH108 |
| 501          | Mai 2013       | —          | —        | 3-Zoll-Touchscreen (kapazitiv), UKW-Radio, 3,1-MP-Kamera, microSD-Kartenslot (bis 32 GB), EDGE, WLAN, 1200-mAh-Akku (austauschbar), 98 g, 100,3 mm × 58,1 mm × 12,8 mm, inkl. Kopfhörer (ohne Mikrophon) WH108                  |
| 501 Dual SIM | Mai 2013       | —          | Ja       | Wie 501, jedoch mit Dual-SIM |
| 503          | Oktober 2013   | —          | —        | 3-Zoll-Touchscreen (kapazitiv), UKW-Radio, 5-MP-Kamera mit LED-Blitz, microSD-Kartenslot (bis 32 GB), HSPA, WLAN, 1200-mAh-Akku (austauschbar), 111,4 g, 102,6 mm × 60,6 mm × 12,7 mm, inkl. Kopfhörer (ohne Mikrophon) WH108   |